# الإمبراطورية البابلية الحديثة
الإمبراطورية البابلية الحديثة هي إمبراطورية أسسها نبوبولاصر الكلدي سنة 627 ق م واستمر حكمها حتى سنة 539 ق م، تحرروا في البداية من حكم الآشوريين بعد ان سيطر نبوبولاصر على اقليم بابل الذي كان تابعا لحكم الآشوريين فتمكن في البداية من اعلان الاستقلال عن حكم الآشوريين وثم سيطر على كامل اقليم بابل والمناطق الجنوبية من بابل وتمكن من توحيد القبائل الكلدية، الا ان الآشوريين استمروا بمضايقة الكلدان وكانوا ينوون الإطاحة بنبوبولاسر، الا ان الملوك الآشوريين الذين خلفوا آشوربانيبال كانوا ضعفاء، بينما تمكن نبوبولاسر من توحيد القبائل الكلدية فلم يتمكن الاشوريين من اسقاط حكم الكلديين هذه المرة كما فعلوا في عدة مرات سابقة، فتمكن نبوبولاسر وبالتعاون مع الميديين من اسقاط مدينة نينوى عاصمة الآشوريين سنة 612 ق م واسس إمبراطورية كبيرة وتميزت الامبراطورية الكلدانية بالعمران والفنون والعلوم.
و كان حكام بابل استعادوا تراث بلاد ما بين النهرين القديم، حيث احيوا التراث السومري الاكدي وبالرغم ان اللغة الآرامية أصبحت اللغة العامية عند البابليون لكن اللغة الأكادية كانت اللغة الرسمية في الوثائق والدواوين الرسمية.

## خلفية
تأسست بابل كدولة مستقلة على يد زعيم عموري يدعى سومو أبوم نحو عام 1894 ق.م. واستمرت لأكثر من قرن بعد تأسيسها دولة صغيرة وضعيفة نسبيًا، وخضعت لسيطرة الدول المجاورة مثل إيسن ولارسا وآشور وعيلام. لكن حمورابي (1792 - 1750 ق.م) حوَّل بابل إلى قوة عظمى وغزا بلاد ما بين النهرين وما يحيط بها، مؤسسًا الإمبراطورية البابلية الأولى. استمرت سلالة حمورابي بقيادة الإمبراطورية بعد وفاته لقرن ونصف تقريبًا، لكن الإمبراطورية البابلية انهارت بسرعة بعد ذلك وعادت بابل مرة أخرى دولة صغيرة ضعيفة. سقطت بابل على يد الملك الحيثي مورسیلي الأول في عام 1595 ق.م، وبعد ذلك سيطر الكاشيون على بابل وحكموها لمدة خمسة قرون تقريبًا قبل أن يعزلهم حكام بابل الأصليين الذين استمروا في حكم بقايا دولة بابل.
تكوَّن سكان بابل في الفترة البابلية الوسطى من مجموعتين رئيسيتين: البابليون الأصليون (يتألفون من أحفاد السومريين والأكاديين والعموريين والكاشيين)، بالإضافة إلى رجال القبائل الذين وصلوا مؤخرًا مثل الآراميين والكلدانيين، وبحلول القرن الثامن قبل الميلاد فقدت المجموعات البابلية الأصلية هويتها وثقافتها القديمة واندمجت في ثقافة بابلية جديدة موحدة، وأصبح الكلدانيون على الرغم من احتفاظهم بعادتهم القبلية وطريقة حياتهم أكثر تحضرًا وميلًا لطريقة العيش البابلية، إذ اعتمد العديد من الكلدان أسماء بابلية، وأصبح هؤلاء الكلدانيون البابليون لاعبين مهمين في الحياة السياسية البابلية، وبحلول عام 730 قبل الميلاد، كانت جميع القبائل الكلدانية الرئيسية قد خرج منها ملك بابليّ واحد على الأقل.
كان القرنان التاسع والثامن قبل الميلاد كارثيان للمملكة البابلية، حيث فشل العديد من الملوك الضعفاء الذين تعاقبوا على الحكم في السيطرة على المجموعات المختلفة التي تشكل المجتمع البابلي، أو فشلوا في هزيمة المنافسين، أو فشلوا في الحفاظ على الطرق التجارية المهمة. دفع هذا الانهيار في نهاية المطاف الجارة الشمالية القوية لبابل - الإمبراطورية الآشورية الحديثة التي يتحدث شعبها الأكاديّة أيضًا – إلى التدخل عسكريًا في عام 745 ق.م. ودمجوا بابل في إمبراطوريتها عام 729 ق.م. أشعل هذا الغزو الآشوري كفاحًا بابليًا استمر لأكثر من قرن من أجل الاستقلال عن آشور، وعلى الرغم من أن الآشوريين دمجوا بابل في إمبراطوريتهم، واستخدموا لقب ملك بابل بالإضافة إلى لقب ملك آشور، فإن السيطرة الآشورية على بابل لم تكن مستقرة أو مستمرة تمامًا، وشهد الحكم الآشوري العديد من الثورات البابلية الفاشلة.

## التاريخ
منذ سنة 1894 ق.م. إلى سنة 539 ق.م. قامت في مدينة بابل إحدى عشرة سلالة من الممالك، أقواها وأشهرها هي الأولى والأخيرة، وأعظم ملوك السلالة الأولى هو حمورابي الأموري (1792–1750 ق.م.)، كما قامت سلالة بابل الثانية على رأس الخليج العربي والتي تسمى سلالة القطر البحري أو سلالة أمراء الخليج (1740–1500 ق.م. تقريباً)، ثم السلالة الثالثة وهي سلالة الكاشيين (1595–1157 ق.م.)، فالسلالة الرابعة (1156–1025 ق.م.) وكان ملكها الثامن هو أدد أبال أدن الآرامي (1067–1046 ق.م.)، بعدها قامت سلالات ضعيفة ومتفرقة هي الخامسة والسادسة والسابعة والثامنة والتاسعة باتفاق وتعاون البابليين مع الآراميين (1024–732 ق.م.)، وخلال هذه المدة استطاعت القبائل الآرامية السيطرة على معظم وادي الفرات جنوب بابل، ثم سيطر الآشوريون على سلالة بابل التاسعة، فقام نابو موكين زيري الآرامي زعيم إمارة بيث أموكاني الآرامية بطرد الآشوريين سنة 731 ق.م. وإقامة السلالة البابلية العاشرة (731–711 ق.م.) وأشهر ملوكها مردوخ بلادان الآرامي (721–711 ق.م.) زعيم إمارة بيث ياقيني الكلدانية حاليا كويت، وهو ملك بابل المذكور في سفر (إشعيا 1:39)، وسفر (2 ملوك 20 : 12)، ولعب هذا الملك دوراً بارزاً في مؤازرة البابليين ضد الآشوريين، لكن الملك الآشوري سرجون أسقط مدينة بابل مرة أخرى، إلى أن قام نبو بلاصر زعيم قبيلة كلدت الآرامية (أبو نبوخذ نصر) الذي كان حاكماً على بابل بالتحالف مع ملك الماديين كيخاسر والزحف على مناطق آشور ابتداء من سنة 626 ق. م. وتم إسقاط نينوى عاصمة الدولة الآشورية سنة 612 ق. م. وإقامة الدولة أو السلالة البابلية الحادية عشرة، والتي عُدَّت انتصاراً للآرامية ، وهذه هي السلالة البابلية الأخيرة التي اشتهرت بملكها نبوخذ نصر والتي أسقطها كورش الفارسي سنة 539 ق.م.
تسمى هذه السلالة بالدولة البابلية الثانية أو الأخيرة أو الحديثة أو سلالة بابل الحادية عشرة ، أو تسمى الدولة الكلدانية نسبة إلى مؤسسها نابو بلاصر شيخ قبيلة كلدة الآرامية، أسوة بالإمبراطورية السرجونية الآشورية الأخيرة (744–612 ق.م.) التي سميت نسبة إلى الملك سرجون، وهذا الاسم (الكلدانية) هو أشهرها.
دامت الدولة الكلدانية ثلاث وسبعون سنة فقط (612–539 ق.م.)، لذلك فإن جميع المؤرخين وذوي الاختصاص يسمون السلالات التي قامت في بابل قبل قيام الدولة الكلدانية سنة 612 ق.م. بالسلالات أو الدويلات البابلية وليس الكلدانية، وحكم الدولة الكلدانية ستة ملوك هم: نابو بلاصر (612–605 ق.م.)، نبوخذ نصر (604–562 ق.م.)، اويل مردوخ (561–560 ق.م.)، نرجال شار آوصر (559–556 ق.م.)، لباشي مردوخ (556 ق.م.)، ونبونيدس (555–539 ق.م.).
إن معنى كلدة وكلداني بالكلدانية هي: فلكي، منجّم، ساحر، عرَّاف ، ولذلك فإن الكلدانيين قبيلة آرامية اختصت بالتنجيم والسحر، ويوضح سفر دانيال ذلك لدرجة أن نبوخذ نصر جعل دانيال النبي رئيس المنجمين (دا 5: 11)، ويقول ابن العبري إن اسم نبوخذ نصر معناه حامي حدود الله هو سرياني معناه عطارد ينطق، وفي قاموس الحسن بن بهلول معناه «صورة عطارد».
ويُجمع المؤرخون والباحثون وأساتذة التاريخ الثقات على أن الكلدان (عائلة نبوخذ نصر) آراميون، ولأن هذا الأمر لا يختلف عليه اثنان من المؤرخين الثقات، واختصاراً للقارئ الكريم فإننا لن نعرض أقوالهم وإنما نذكر قسماً من المؤرخين الذين يؤكدون أن الكلدان هم آراميون ومنهم: سبستو موناكي، المطران أدي شير الكلداني الآثوري، جيمس برستد، أدون بفن، إسرائيل ولنفسون، المعلم لومون الفرنساوي، المطران أوجين منا الكلداني، رفائيل بابو إسحق، الأب ألبير أبونا، فيليب حتي، خريسوستمس بابادوبولس، أ. دوبون سومر، كارل بروكلمان، جورج رو، د. أنطوان موتكارت، د. رمضان عبده علي، طه باقر، د. عبد العزيز صالح، د. حلمي محروس، روبنس دوفال، د. نجيب ميخائيل، إبراهيم السامرائي، الأب انستاس الكرملي، د.عفيف بهنسي، أحمد سوسة، فوزي رشيد، أحمد أمين سليم، حامد عبد القادر، د. الشحات زغلول، د. مراد كامل، د. علي أبو عسّاف، وغيرهم كثيرون.
ويُفصّل القسم الأكبر من هؤلاء المؤرخين بالقول إن نابو بلاصر أبو نبوخذ نصر هو زعيم قبيلة (كلدت) الآرامية، لذلك فإن الباحثين يعدّونهم ذات صلات وثيقة وأقرباء وقبيلة وجلدة واحدة ومن منبع واحد، بل أن هناك بعض الكتاب والمؤرخين حين يتكلمون عن الدولة الكلدانية يذكرونها بصيغة الدولة الكلدانية الآرامية.
وإنني أرى أن عائلة نبوخذ نصر تنحدر من قبيلة بيث ياكيني الآرامية التي قامت دولتها بين الناصرية والبصرة جنوب العراق (تل اللحم حالياً)، وأشهر ملوكها مردوخ بلادان الآرامي (721–711 ق.م.).
ويقول علماء الآثار والتاريخ: إن موطن الكلدان الأصلي هو شواطئ الخليج في جنوب العراق، ويرى البعض الآخر من الباحثين مثل فيليب دوغورتي وغيره أن الكلدان أقوام خرجوا من الجزيرة العربية واندفعوا من هذه المنطقة ودخلوا العراق خلال الألف الأولى قبل الميلاد متخذين طريق ساحل البحر العربي ثم الخليج، ويشاركهم في ذلك الرأي الأب انستاس الكرملي، وينقل لنا الباحث جواد علي عن سترابو (Strabo) أن مدينة الجرها (Gerrha) التي تقع عند العقير (الإحساء حالياً) (Alhasa) في ساحل الخليج في السعودية هي موطن الكلدان الأصلي حيث كانت تتمتع بعلاقات جيدة مع بلاد بابل.
ولا توجد علاقة بين تسمية الدولة الكلدنية التي أسسها زعيم قبيلة كلدة الآرامية نابو بلاصر وابنه نبوخذ نصر وبين تسمية أور الكلدانيين التي وردت في العهد القديم أربع مرات فقط للدلالة على منطقة كسديا الجنوبية الواقعة بين النهرين والتي خرج منها إبراهيم أبو الأنبياء، ويقول المتخصصون بتاريخ الآشوريين والكلدان: إن معلمي الكتاب المقدس أعطوا اسم الكلدان نسبتا للغه التي يتكلمون بها حاليا ويه واحد من الهجات الاراميه التي كانك كلغه البلاد في الإمبراطوريه البابليه ، ويؤكد البرفسور ناحوم سارنا أستاذ الدراسات التوراتية ورئيس قسم الترجمة العبرية في جامعة برانديز بولاية بوسطن الأمريكية: إنه من الخطأ أن نقول أور الكلدانيين، لأن أور أساساً كانت مدينة سومرية.
والحقيقة هي أن اليونان ونتيجة إعجابهم الكبير بالدولة البابلية الأخيرة (الآرامية الكلدانية) التي وصلت فيها بابل أوج عزها بعد ركود دام أحد عشر قرناً (من عصر حمورابي)، وورود أحداث الدولة الكلدانية كثيراً في الكتاب المقدس بسبب وجود اليهود المسبيين وظهور أنبياء منهم كتبوا أخبارهم وقسماً من الأسفار في كنف الدولة الكلدانية، فإنهم أي اليونان حين ترجموا الكتاب المقدس سنة 280 ق.م في أيام الملك بطليموس الثاني فيلادلفوس من العبرية التي كُتبت بها أسفار العهد القديم إلى اليونانية التي تسمى الترجمة السبعينية، ترجموا كلمة كسديا أو كسديم العبرية التي وردت في الأسفار التي كُتبت قبل الدولة الكلدانية بقرون، ترجموها إلى كلديا أو كلدان، وأطلقوا على بابل بلاد الكلدانيين، ولكن الكلدانيين أنفسهم لم يكونوا من سكان بابل الأصليين، ولم يعثر العلماء على اسم كلديا أو الكلدانيين إلاّ في القرن التاسع قبل الميلاد وفي مدونات الملك الآشوري آشور ناصر بال الثاني (883–859 ق.م.) حيث كان هذا الاسم يطلق على قبيلة كانت تقيم في الأحراش المحلية على مقربة من الخليج العربي.
ويرجّح العلاّمة الألماني هوك ونكلر Winkler (1863–1913م)، أن نبوخذ نصر وعائلته القوية هي التي أعطت للكلدانيين مكانة رفيعة في بابل وطغت على غيرها من الأسماء القديمة، حتى إن مؤرخي اليونان والرومان لم يعتدوا بسواهم من حكام بابل، فكانوا يطلقون اسم الكلدان عليهم وبذلك أحيوا اسم الكلدان وأماتوا أسماء غيرهم من سكان بابل، ولذلك نرى أن البابليين يُسمَّون بالكسديين في النصوص العبرية القديمة لكن اليونان سموهم بالكلدان في الترجمة السبعينية ، وبقيت كلمة الكسدانيين تستعمل فيما بعد من قِبل البعض بشكل قليل مثل ابن خلدون إذ يستعملها في تاريخه أكثر من مرة، وابن وحشية الكسداني (914م) الذي يذكر أنه ترجم أحد كتب الكسدانيين المكتوب في القرن الثاني قبل الميلاد إلى العربية (كتاب الفلاحة النبطية) ويقول: إن الكسدانين كانت لغتهم هي السريانية القديمة.
وكلمة الكسدانيون هي نسبة إلى اسم المنطقة الجنوبية لبلاد ما بين النهرين (العراق) التي تسمى كسديا (كلدايا)، ويسمى أهل المنطقة كاسديون أو كاسيون نسبة إلى كاسد بن ناحور من امرأته مِلْكة ابنة هاران، الوارد في سفر (التكوين 22: 22)، وكذلك (يشوع 24: 2)، وناحور هو أخو إبراهيم بن تارح، أي أن إبراهيم هو عم كاسد.
لذلك فإن كلمة أور الكلدانيين الواردة في العهد القديم للكتاب المقدس باللغة العبرية التي كُتب بها، هي أور الكاسدين هي نفسها لايوجد فرق أور الكلدانيين، لاحظ عمود اللفظ في قاموس سترونغ (Dictionary Strong) للكتاب المقدس في الجدول الآتي كيف تُنطق كلمة (أور الكلدانيين) بكلمة (أور الكاسديين) باللغة العبرية.
تكوين 11–28: ومات هاران قبل تارح أبيه في أرض ميلاده في أور الكلدانيين،
וַיָּ֣מָת הָרָ֔ן עַל־פְּנֵ֖י תֶּ֣רַח אָבִ֑יו בְּאֶ֥רֶץ מֹולַדְתֹּ֖ו בְּא֥וּר כַּשְׂדִּֽים.
لاحظ الترجمة العربية	الترجمة الصوتية	اللفظ	رقم سترونغ	الأصل العبري
-	'âb	awb	H1
אב
-	'ûr	oor	H218
אוּר
-	'erets	eh'-rets	H776
ארץ
-	hârân	haw-rawn'	H2039
הרן
-	kaώdîy kaώdîymâh	{kas-dee'} kas-dee'-maw	H3778
כּשׂדּימה כּשׂדּי
כּשׂדּימה כּשׂדּי (kaώdîy kaώdîymâh)
{kas-dee'} kas-dee'-maw
(Occasionally shown as the second form with enclitic; meaning towards the Kasdites); patronymic from H3777 (only in the plural); a {Kasdite} or descendant of Kesed; by implication a Chaldaean (as if so descended); also an astrologer (as if proverbial of that people): into {Chaldea}) patronymicallyn. from H3777 (only in the plural); a Kasdite; or descendant of Kesed; by implication a Chaldan (as if so descended) also an astrologer (as if proverbial of that people):{Chaldeans}{Chaldees}inhabitants of Chaldea.
وينطبق هذا على الآيات الثلاثة الباقية من سفر التكوين (15: 9 كذلك 11–31)، وسفر نحيميا (9: 7). (راجع نفس القاموس).
ومعلوم أن إبراهيم وأخوته وبنيه حسب الكتاب المقدس كانوا آراميين نسبة إلى عمهم البعيد آرام بن سام، وكذلك فإن كاسد ابن ناحور وأخوته وعشيرته كانوا آراميين.
واستناداً إلى سفر الثنية (26: 5) كان إبراهيم آرامياً:«آرامياً تائهاً كان أبي فانحدر إلى مصر وتغرب هناك في نفر قليل فصار هناك أمة كبيرة وعظيمة وكثيرة»، وأوصى إبراهيم أن يتزوج ابنه اسحق من بنت آرامية من عشيرته: «إلى أرضي وإلى عشيرتي تذهب وتأخذ زوجة لابني اسحق (تك 24: 4)»، وفعلاً تزوج اسحق رفقة ابنة بتوئيل الآرامي، «وكان اسحق ابن أربعين سنة لما اتخذ لنفسه زوجة رفقة بنت بتوئيل الآرامي أخت لابان الآرامي من فدان آرام (تك 25: 20)»، وبتوئيل هو أخو كاسد بن ناحور (تك 22: 21–23)، أي أن بتوئيل هو ابن أخي إبراهيم أيضاً، ثم تزوج يعقوب راحيل وليئة ابنتي لابان الآرامي ابن بتوئيل الآرامي: «فصرف اسحق يعقوب فذهب إلى فدان آرام إلى لابان بن بتوئيل الآرامي أخي رفقة أُم يعقوب وعيسو (تك 28: 5)».
أما بخصوص ناحور أبو كاسد فهو: ناحور أخو إبراهيم بن تارح، وتزوج من مِلْكة ابنة هاران في أور، ثم أقام في مدينة ناحور (حاران) في آرام النهرين (حاران)، وهي المدينة التي أرسل إليها إبراهيم عبده ليجلب رفقة زوجة لابنه اسحق، وأنجب ناحور من ملكة ثمانية أبناء هم، عوصا، بوزا، قموئيل، حزو، فلداش، يدلاف، بتوئيل، وأصبح هؤلاء الثمانية فيما بعد أجداد القبائل الآرامية.
ويقول الأب بولس الفغالي: إن ناحور أخو إبراهيم وأبو كاسد صار بواسطة نسائه جَدّاً لاثنتي عشرة قبيلة أو مستوطنة آرامية، ثمان منها تنحدر من زوجته مِلْكة وأربع من سريته رؤومة، وفي النصوص المسمارية المتأخرة نجد اسم ناحور كاسم شخص (ناحيري، ناحور) وكاسم مكان (نحور، تل نحيري)، وهي مدينة في منطقة حاران شمال بلاد الرافدين على الضفة اليمنى لنهر خابور، اتخذت أهمية في الألف الثاني قبل الميلاد، وقد تعني العبارة مدينة ناحور الذي هو أخو إبراهيم، وذُكرت في اللوحات الكبادوكية في القرن التاسع عشر قبل الميلاد، ويبدو أنها لعبت دوراً هاماً في مراسلات مملكة ماري في القرن الثامن عشر قبل الميلاد، وكانت عاصمة مقاطعة آشورية أيضاً، وفي القرن الثالث عشر قبل الميلاد هاجمها الآراميون ودمروها، فولدت مدينة باسم تل نحيري في القرن السابع، وبين تلك المدتين قامت في المنطقة قبائل آرامية تذكرهم التوراة.
ولهذا تسمى منطقة الكاسديين في جنوب بلاد ما بين النهرين في المصادر المسيحية (بيث اراماي) أي بيت الآراميين.
ويؤكد روبنس دوفال (1829–1911م) أن الآراميين كانوا يشكلون غالبية سكان بلاد ما بين النهرين وبابل وأربيل وكركوك وأورميا وبلاد الأهواز وأطرافها.
ويذكر المطران الكلداني سليمان الصائغ أن بعض المحققين ذهب إلى أن اسم الآراميين كان شاملاً للكلدان والآشوريين.
ويقول المطران أوجين منا الكلداني: إن جميع القبائل الساكنة قديماً في البلاد الفسيحة الواسعة المحدودة ببلاد الفرس شرقاً والبحر المتوسط غرباً وبلاد الأرمن وبلاد اليونان في آسيا الصغرى شمالاً وحدود جزيرة العرب جنوباً كانت قاطبة معروفة ببني آرام أو الآراميين، نعم إن بعضاً من هذه القبائل كانت تسمى أيضاً بأسماء خصوصية كتسمية أهل بابل وما يجاورها بالكلدانيين وتسمية سكان مملكة آثور بالآثوريين وتسمية أهل الشام بالآدوميين، ولكن مع ذلك كانت تسمية الآراميين تشملهم جميعاً، كما أن تسمية الطي وقريش وحميّر وكنانة لا تخرج هذه القبائل من كونهم عرباً.
لذلك وكما رأينا فإن الكلدان هم قبيلة آرامية، ويؤيد ذلك جميع المؤرخين، ويخلص المطران صليبا شمعون إلى القول: أما كون قبيلة كلدو هي آرامية، فأمر يكاد يجمع عليه الباحثون، لاسيما التوراة التي تشير إلى آراميتها.
لهذا فإن لغة شعب الدولة الكلدانية الآرامية كانت اللغة الآرامية (السريانية)، أما اللغة الأكدية القديمة ذات الأبجدية المسمارية فكانت قد اضمحلت وأصبحت شبه ميتة واقتصرت على بعض الناس القليلين وخاصة الجيش والطبقة الحاكمة الذين كانوا يستعملونها كلغة عسكرية سرية أحياناً، ويؤكد الكتاب المقدس على أن نبوخذ نصر وشعب الدولة الكلدانية كان يتكلم الآرامية «فكلم الكلدانيون الملك نبوخذ نصر بالآرامية» (دانيال 2: 4).
والملاحظ أن الكتاب المقدس عندما ذكر اللغة الآرامية التي تكلم بها الشعب الكلداني مع الملك نبوخذ نصر، لم يذكر معها اسم لغة أخرى، أي لم يقل إن الشعب كلم الملك بالآرامية وليس بالكلدانية أو العبرية أو الأكدية أو غيرها، أسوة بالآية (2 ملوك 18: 26) عندما طلب اليهود من ربشاقي أن يكلمهم بالآرامي وليس باليهودي أي العبري، «فقال الياقيم بن حلقيا وشبنة ويواخ لربشاقى كلم عبيدك بالآرامي لأننا نفهمه ولا تكلمنا باليهودي»، كما لم يرد في كل الكتاب المقدس اسم اللغة الكلدانية بالرغم من ورود اسم الدولة الكلدانية وملوكها مئات المرات، وهذا دليل على أن اللغة الأكدية القديمة التي كانت قد اضمحلت وماتت تقريباً لم يكن لها اسم معروف أصلاً أيام الدولة الكلدانية.
والدليل الآخر الذي لا يقبل الشك على أن شعب الدولة الكلدانية كان يتكلم الآرامية (السريانية)، هو أن آلاف اليهود الذين سباهم نبوخذ نصر عندما عادوا إلى أورشليم بعد السبي، تكلموا اللغة الآرامية وليس غيرها، فكيف تعلَّم جميع هؤلاء اليهود الآرامية إنْ لم تكن هي اللغة الرئيسة المتداولة بين الشعب؟ ، بل أن اليهود تعلموها بطلاقة بحيث تركوا لغتهم القديمة وأصبحت الآرامية (السريانية) لغتهم الرئيسة والتي كتبوا بها الترجوم، وعندما عاد اليهود المسبيين أرادوا إعادة بناء الهيكل، فمنعهم الملك الفارسي أرتحششتا (465–424 ق.م.) من ذلك، وكتب موظفو أرتحششتا في أورشليم رسالة له بالآرامية: «كتب بشلام ومثرداث وطبئيل وسائر رفقائهم إلى أرتحششتا ملك فارس، وكتابة الرسالة مكتوبة بالآرامية ومترجمة بالآرامية (عز 4: 7)».
ولهذا وكما ذكرنا سالفاً، إن قبيلة كلدة الآرامية ونتيجة لشهرتها وقوتها برز اسمها الخصوصي (كلدان) على حساب اسمها العرقي الآرامي، وهذا أمر أكثر من طبيعي في التاريخ، وخاصة مع القبائل الآرامية، حيث نجد أن أغلب الممالك الآرامية التي نشأت ومنها تلك التي قامت في جنوب بلاد النهرين كانت تسمى باسم قبائلها مثل، فقودو، بيث ياكيني، كمبولو، بيث شيلاني، وغيرها كما سيأتي، وينطبق هذا الكلام أيضاً على الدولة البابلية الأولى التي اقترن اسمها بحمورابي لشهرته، حيث ترد في بعض المصادر دولة حمورابي وعاصمة حمورابي، بل أن بعض المصادر لشهرة حمورابي عدَّته مؤسس مدينة بابل، بالرغم من وجود مدينة بابل قَبلهُ، وكذلك الأسرة السرجونية الآشورية الأخيرة التي ترد في كثير من المصادر التاريخية باسم الإمبراطورية السرجونية بالرغم من أنها آشورية وغيرها.
أما بشأن رسالة مار بطرس التي ذكر فيها أن هناك سيدة ترسل تحية وتُسلّم على المؤمنين من بابل، «تسلّم عليكم التي في بابل المختارة معكم ومرقس ابني (1 بطرس 5: 13)»، فإن بابل هذه هي قرية أو محلة في السامرة، سكنها أهل بابل الذين أتى بهم الملك الآشوري سرجون الثاني سنة (721–705 ق.م.) مع غيرهم من الشعوب من بابل وغيرها، وأسكنهم في مدن السامرة مكان اليهود الذين سباهم إلى آشور، وكانت مدينة كوث إحدى المدن الشهيرة في بابل قديماً وكان أهل كوث من أبرز هؤلاء الأقوام التي سكنت السامرة، حتى ظل السامريون يُدعون باسم الكوثيين زمناً طويلاً ، علماً أن اليهود العائدين من بابل بعد السبي شكلوا قوة كبيرة أيضاً وكونوا مجمعات ومراكز ثقافية باسم بابل، حتى إن المؤرخ يوسيفوس (37–100م) أصدر نسخة خاصة من دراساته التاريخية لهم، وهناك رأي آخر هو أن الرسالة كُتبت من روما التي كانت توصف مثل بابل بالشر والزنى والفسق والخطيئة، وهؤلاء ذُكروا في سفر الملوك الثاني (17: 24–30) القائل:
«وأتى ملك آشور بقوم من بابل وكوث وعوا وحماة وسفروايم وأسكنهم في مدن السامرة عوضاً عن بني إسرائيل فامتلكوا السامرة وسكنوا في مدنها، وكان في ابتداء سكنهم هناك أنهم لم يتقوا الرب، فأرسل الرب عليهم السباع فكانت تقتل منهم، فكلموا ملك آشور قائلين، إن الأمم الذين سبيتهم وأسكنتهم في مدن السامرة لا يعرفون قضاء إله الأرض، فأرسل عليهم السباع فهي تقتلهم لأنهم لا يعرفون قضاء إله الأرض، فأمر ملك آشور قائلاً ابعثوا إلى هناك واحداً من الكهنة الذين سبيتموهم من هناك فيذهب ويسكن هناك ويعلمهم قضاء إله الأرض، فأتى واحد من الكهنة الذين سبوهم من السامرة وسكن في بيت إيل وعلمهم كيف يتقون الرب، فكانت كل أمة تعمل آلهتها ووضعوها في بيوت المرتفعات التي عملها السامريون كل أمة في مدنها التي سكنت فيها، فعمل أهل بابل سكوث بنوث، وأهل كوث عملوا نرجل» (2 ملوك 17: 24–30).
ونتيجة لورود اسم مار مرقس في هذه الرسالة مع السيدة أولاً، ولعلاقة مرقس بالديار المصرية لأنه أتى إلى مصر سنة 62م تقريباً، وإن الرسالة كُتبت أثناء اضطهاد نيرون (54–68 م) ثانياً، ولعلاقة مار بطرس بمرقس حيث كان تلميذه وابنه الروحي ثالثاً، فإن الإسكندريين استنتجوا أن مار بطرس قد أتى لزيارة مرقس في مصر، وأن الرسالة كُتبت في قرية أسسها اللاجئون من بابل قرب القاهرة باسم بابليون، وكانت في وقت كتابة الرسالة معسكراً حربياً رومانياً لا تزال آثاره قائمة إلى اليوم، وإن السيدة ربما تكون زوجة مار بطرس لأنها كانت بنت عم والد مرقس، ويقول كليمانوس الإسكندري إنها كانت شخصية معروفة في الكنيسة الأولى وقد اصطحبها مار بطرس معه في رحلاته التبشيرية (1 كورنثوس 9: 5)، وإنها استشهدت أمام عيني بطرس حيث كان يشجعها بقوله «اذكري الرب».

## التبعات والإرث

### الإرث البابلي
كان التاريخ السياسي والاجتماعي لبابل القديمة لغزًا كبيرًا قبل الحفريات الأثرية الحديثة في بلاد ما بين النهرين. تصوَّر المؤرخون الغربيون الإمبراطورية البابلية كمزيج من الثقافات القديمة، واعتبروها خليطًا من الثقافة اليونانية القديمة والمصرية القديمة مع بعض التأثير من عيلام إمبراطورية الشرق الأوسط المعاصرة آنذاك. تظهر الصور القديمة للمدينة كولانيدات طويلة مُشيدةً على أكثر من مستوى، على عكس الهندسة المعمارية السائدة في مدن بلاد ما بين النهرين القديمة، مع مسلات وسفنكسات مستوحاة من تلك الموجودة في مصر.
ربما تعود شهرة بابل اليوم إلى ذكرها المتكرر في الكتاب المقدس، إذ يُذكر اسم بابل بشكلٍ صريح (في إشارة إلى الأحداث التاريخية) وبشكل مجازي (يرمز إلى أشياء أخرى). ظهرت الإمبراطورية البابلية الجديدة في العديد من النبوءات وفي قصة تدمير القدس وفي قضية السبي البابلي. ترمز بابل في التقليد اليهودي إلى الظلم، وفي المسيحية إلى الدنيوية والشر. تربط النبوءات رمزيًا بين ملوك بابل والملاك الساقط خصوصًا نبوخذ نصر الثاني.
يشير سفر الرؤيا إلى بابل بعد قرون عديدة من عصر انحدارها الذي لم تعد فيه مركزًا سياسيًا رئيسيًا. تُسمى المدينة «عاهرة بابل»، وتُجسد على شكل عاهرة تركب على وحش قرمزي له سبعة رؤوس وعشرة قرون وتشرب من دم الصالحين. يعتقد بعض باحثو الأدب الرؤيوى أن هذا الوصف لبابل في العهد الجديد يُمثل رؤية الإمبراطورية الرومانية.

## الثقافة والمجتمع

### القضاء
تشير الآثار والمصادر التاريخية المتبقية اليوم إلى أن نظام القضاء في الإمبراطورية البابلية الجديدة لم يتغير كثيرًا عن النظام الذي كان يعمل خلال الإمبراطورية البابلية القديمة قبل ألف عام تقريبًا، ففي جميع أنحاء بابل كان هناك مجالس محلية من الشيوخ وغيرهم من وجهاء المجتمع، قامت هذه المجالس بأدوار مختلفة منها محاكم عدل محلية، بالإضافة لوجود محاكم تابعة للملك ومحاكم تابعة للمعبد تتمتع بامتيازات قانونية أكبر. عمل في هذه المحاكم قضاة وكُتَّاب ويرأسها عادةً ممثلون ملكيون.
المصادر الباقية المتعلقة بنظام القضاء في الإمبراطورية البابلية الحديثة هي ألواح تحتوي على رسائل ودعاوى قضائية. توثق هذه الألواح العديد من النزاعات والجرائم القانونية مثل: الاختلاس والنزاعات حول الملكية والسرقة وشؤون الأسرة والديون والميراث، وتقدم رؤية مفصلة حول الحياة اليومية في الإمبراطورية البابلية الحديثة. يبدو أن العقوبات على الجرائم المختلفة والنزاعات كانت مالية غالبًا، إذ يدفع الطرف المذنب مبلغًا محددًا من الفضة كتعويض، ويبدو أن بعض الجرائم مثل الخيانة الزوجية والطعن في الذات الملكية كانت عقوبتها الإعدام، ولكن لا يوجد سوى القليل من الأدلة الباقية حول تنفيذ عقوبات الإعدام في الإمبراطورية البابلية الحديثة.

### العبودية
كانت العبودية نظامًا مقبولًا في الإمبراطورية البابلية كما هو الحال في معظم الإمبراطوريات القديمة، وكان العبيد شريحةً مقبولة في المجتمع البابلي الجديد. اختلف شكل العبودية في بابل عنها في روما القديمة، حيث كان مالكو العبيد في روما القديمة يجبرون عبيدهم على العمل حتى الموت في سن مبكرة، أما العبيد في الإمبراطورية البابلية الحديثة فاعتبروا موارد قيمة. كان العبيد يأتون عادة من خارج بابل من خلال تجارة الرقيق أو من خلال أسرهم في الحرب. لم يكن العبيد رخيصي الثمن، وكان على المالكين منحهم الملابس وإطعامهم، ولأن العبيد كانوا مكلفين عمل مالكو العبيد البابليين على تدريب عبيدهم على إتقان المهن لرفع قيمتهم أو تأجيرهم للآخرين، وسُمح في بعض الأحيان للعبيد الذين أظهروا تفوقًا في التجارية العمل في التجارة أو إدارة جزء من شركات تجارية صغيرة. كانوا العبيد غالبًا يُباعون كعائلات واحدة، ثم فُصل الأطفال عن آبائهم بمجرد بلوغهم سن الرشد أو سن العمل. وعلى الرغم من أن العبيد ربما عانوا من ظروف معيشية قاسية ومعاملة سيئة من مالكيهم، إلا أنها لم تكن تماثل الشكل الوحشي للرق في الإمبراطورية الرومانية وفي غيرها من الإمبراطوريات، ورغم وجود إشارات عرضية للهروب العبيد، لا توجد سجلات تؤكد حدوث تمرد واسع للعبيد في الإمبراطورية البابلية الحديثة، فلم يكن العبيد العاملون في الزراعة عمالًا بالسخرة بل مُنحوا عقودًا خاصة وسُمح لهم بالعمل بشكل مستقل، ما جعل العبيد أكثر اهتمامًا بمردود عملهم، وتصرف بعض العبيد كوكلاء أو شركاء لسادتهم.